# Isma Ruiz
Ismael Ruiz Sánchez, detto Isma (Gójar, 14 febbraio 2001), è un calciatore spagnolo, centrocampista del Córdoba.

## Carriera

### Club
Cresciuto nel settore giovanile del Granada, il 19 luglio 2019 firma il primo contratto professionistico con il club andaluso, valido fino al 2023. Il 17 dicembre seguente debutta in prima squadra, nella partita di Coppa del Re vinta per 2-3 contro L'Hospitalet. Il 19 agosto 2022 passa in prestito all'Ibiza.

### Nazionale
Ha giocato nelle nazionali giovanili spagnole Under-18, Under-19 ed Under-20.

## Statistiche

### Presenze e reti nei club
Statistiche aggiornate al 20 gennaio 2022.
| Stagione                  | Squadra                   | Campionato                | Campionato | Campionato | Coppe nazionali | Coppe nazionali | Coppe nazionali | Coppe continentali | Coppe continentali | Coppe continentali | Altre coppe | Altre coppe | Altre coppe | Totale | Totale | Totale |
| Stagione                  | Squadra                   | Comp                      | Pres       | Reti       | Comp            | Pres            | Reti            | Comp               | Pres               | Reti               | Comp        | Pres        | Reti        | Pres   | Reti   |        |
| ------------------------- | ------------------------- | ------------------------- | ---------- | ---------- | --------------- | --------------- | --------------- | ------------------ | ------------------ | ------------------ | ----------- | ----------- | ----------- | ------ | ------ | ------ |
| mar. 2019                 | Recreativo Granada        | SDB                       | 3          | 0          | -               | -               | -               | -                  | -                  | -                  | -           | -           | -           | 3      | 0      |        |
| 2019-2020                 | Recreativo Granada        | SDB                       | 15         | 0          | -               | -               | -               | -                  | -                  | -                  | -           | -           | -           | 15     | 0      |        |
| 2020-2021                 | Recreativo Granada        | SDB                       | 24         | 1          | -               | -               | -               | -                  | -                  | -                  | -           | -           | -           | 24     | 1      |        |
| Totale Recreativo Granada | Totale Recreativo Granada | Totale Recreativo Granada | 42         | 1          |                 | -               | -               |                    | -                  | -                  |             | -           | -           | 42     | 1      |        |
| 2019-2020                 | Granada                   | PD                        | -          | -          | CR              | 1               | 0               | -                  | -                  | -                  | -           | -           | -           | 1      | 0      |        |
| 2020-2021                 | Granada                   | PD                        | 1          | 0          | CR              | 2               | 0               | UEL                | 1                  | 0                  | -           | -           | -           | 4      | 0      |        |
| 2021-2022                 | Granada                   | PD                        | 5          | 0          | CR              | 1               | 0               | -                  | -                  | -                  | -           | -           | -           | 6      | 0      |        |
| Totale Granada            | Totale Granada            | Totale Granada            | 6          | 0          |                 | 4               | 0               |                    | 1                  | 0                  |             | -           | -           | 11     | 0      |        |
| Totale carriera           | Totale carriera           | Totale carriera           | 48         | 1          |                 | 4               | 0               |                    | 1                  | 0                  |             | -           | -           | 53     | 1      |        |